# La Légende de Zatoïchi : Un nouveau voyage
Série Zatoichi
La Légende de Zatoïchi : Le Secret
(1962) La Légende de Zatoïchi : Le Fugitif
(1963)
Pour plus de détails, voir Fiche technique et Distribution.
 La Légende de Zatoïchi : Un nouveau voyage (新・座頭市物語, Shin Zatōichi monogatari) est un film japonais réalisé par Tokuzō Tanaka et sorti en 1963. C'est le 3e film de la série des Zatoïchi,.

## Synopsis
Zatoïchi retourne dans sa ville natale de Kasama pour la première fois depuis longtemps.

## Fiche technique
- Titre : La Légende de Zatoïchi : Un nouveau voyage
- Titre original : 新・座頭市物語 (Shin Zatōichi monogatari?)
- Titre anglais : New Tale of Zatoichi
- Réalisation : Tokuzō Tanaka
- Scénario : Minoru Inuzuka et Kikuo Umebayashi
- Musique : Akira Ifukube
- Photographie : Chikashi Makiura
- Montage : Hiroshi Yamada
- Producteur : Ikuo Kubodera
- Sociétés de production : Daiei
- Pays de production :  Japon
- Langue originale : japonais
- Format : couleur - 2,35:1 - 35 mm - son mono
- Genres : chanbara ; yakuza eiga
- Durée : 91 minutes
- Date de sortie :
  - Japon : 15 mars 1963[3]

## Distribution
- Shintarō Katsu : Zatoïchi (Ichi)
- Seizaburō Kawazu (ja) ：Banno Yajō
- Mikiko Tsubouchi (ja) ：Yayoi